# Andrew (Vorname)
Andrew ist die englische Form des männlichen Vornamens Andreas.

## Namensträger
- Andrew, Duke of York (* 1960), britischer Prinz, drittes Kind und zweiter Sohn von Königin Elisabeth II.
- Andrew Adamson (* 1966), neuseeländischer Regisseur
- Andrew Agozzino (* 1991), kanadischer Eishockeyspieler
- Andrew Birkin (* 1945), britischer Drehbuchautor und Regisseur
- Andrew Blake (* 1947), US-amerikanischer Filmregisseur
- Andrew Blake (* 1956), britischer Mathematiker und Informatiker
- Andrew Breitbart (1969–2012), US-amerikanischer Blogger und Publizist
- Andrew Brown (1900–1960), US-amerikanischer Jazz-Klarinettist
- Andrew „Andy“ Capicik (* 1973), kanadischer Freestyle-Skier
- Andrew Eldritch (* 1959), britischer Sänger und Musikproduzent
- Andrew Fletcher (1961–2022), britischer Musiker der Band Depeche Mode
- Andrew Jay Feustel (* 1965), US-amerikanischer Astronaut
- Andrew Garfield (* 1983), britisch-US-amerikanischer Schauspieler
- Andrew Hammond (* 1988), kanadischer Eishockeytorwart
- Andrew Harman (* 1964), britischer Fantasy-Autor
- Andrew Fielding Huxley (1917–2012), britischer Biophysiker und Physiologe
- Andrew Jackson (1767–1845), 7. Präsident der USA
- Andrew Johnson (1808–1875), 17. Präsident der USA
- Andrew Landenberger (* 1966), australischer Segler
- Andrew Lang (1844–1912), schottischer Schriftsteller, Anthropologe und Journalist
- Andrew E. Lange (1957–2010), US-amerikanischer Astrophysiker und Hochschullehrer
- Andrew Lawrence-King (* 1959), britischer Solo-Harfenist, Continuo-Spieler und Dirigent
- Andrew Lichtenberger (* 1987), US-amerikanischer Pokerspieler
- Andrew Lloyd Webber (* 1948), britischer Komponist
- Andrew Madley (* 1983), englischer Fußballschiedsrichter
- William Andrew Ogles, siehe Andy Ogles (* 1971), US-amerikanischer Politiker
- Andrew Pantling (* 1983), kanadischer Pokerspieler und Unternehmer
- Andrew Robl (* 1986), US-amerikanischer Pokerspieler
- Andrew Stephen Roddick (* 1982), US-amerikanischer Tennisspieler, siehe Andy Roddick
- Andrew Sarris (1928–2012), US-amerikanischer Filmkritiker
- Andrew Speight (1964–2022), australischer Jazzmusiker und Hochschullehrer
- Andrew Symonds (1975–2022), australischer Cricketspieler
- Andrew Thorpe, (* 1965) als Frère Matthew aktueller Prior der Gemeinschaft von Taizé
- Andrew Vachss (1942–2021), US-amerikanischer Rechtsanwalt und Autor
- Andrew G. Vajna (1944–2019), ungarisch-US-amerikanischer Filmproduzent
- Andrew Van Ginkel (* 1995), US-amerikanischer American-Football-Spieler
- Andrew Vo (* 1996), US-amerikanischer Schauspieler
- Andrew W. K. (* 1979), US-amerikanischer Rockmusiker
- Andrew „Big Babe“ Webb (≈1900–?), US-amerikanischer Jazztrompeter
- Andrew Wyeth (1917–2009), US-amerikanischer Maler
- Andrew Young (* 1932), US-amerikanischer Bürgerrechtsaktivist und Politiker
- Andrew Young (* 1992), britischer Skilangläufer

## Varianten
- Drew, Andy